# Crambus saltuellus
Crambus saltuellus là một loài bướm đêm trong họ Crambidae.